# Perumnas Rahma
Perumnas Rahma is een bestuurslaag in het regentschap Lubuklinggau van de provincie Zuid-Sumatra, Indonesië. Perumnas Rahma telt 978 inwoners (volkstelling 2010).